# Anusch-Tegin Ghartschai
Anusch-Tegin (oder Nusch-Tegin) Ghartscha(i) (persisch انوشتکین/نوشتکین غرجۀى/غرجه, DMG Anūš-Tegin/Nūš-Tegin Ġarčaʾī/Ġarča) war ein türkischer Militärsklave im Dienste der Großseldschuken und ab ca. 1077 Gouverneur der zentralasiatischen Provinz Choresmien. Seine Nachkommen, die Choresm-Schahs aus der (nach ihm benannten) Dynastie der Anuschteginiden, nutzten später den Niedergang der Großseldschuken, um sich unabhängig zu machen, und errichteten im Verlauf des 12. und frühen 13. Jahrhunderts ein kurzlebiges Großreich.
Anusch-Tegin stammte aus der Gebirgsregion Ghartschistan (Ġarčistān) im Nordwesten des heutigen Afghanistans und war möglicherweise chaladschischer oder qiptschaqischer Herkunft. Zusammen mit dem Emir Bilge-Tegin, welcher ihn einst als Ghulam (Ġulām) rekrutiert hatte, wurde er 1073 vom seldschukischen Sultan Malik-Schah I. damit beauftragt, die Gebiete im Norden Chorasans, die kurz zuvor von den Ghaznawiden annektiert worden waren, zurückzuerobern. Anschließend ernannte ihn der Sultan sogar zu seinem tascht-dar (persisch طشتدار, ṭašt-dār, „Bewahrer der (königlichen) Waschschüssel“) und nachdem es damals offenbar üblich geworden war, dieses Amt speziell mit den Einnahmen aus Choresmien zu finanzieren, wurde Anusch-Tegin schließlich auch als schihna (šiḥna) ebenjener Randprovinz eingesetzt. Es gibt allerdings keine Informationen darüber, ob er dieses Gouverneursamt tatsächlich ausgeübt hat; wahrscheinlich bekleidete er es zeit seines Lebens nur nominell, d. h. ohne jemals selbst in Choresmien gewesen zu sein.
Auch über Anusch-Tegins Ende ist im Grunde nichts bekannt. Im Jahre 1097 wird Choresmien den Quellen nach von einem Ghulam namens Ekintschi b. Qotschqar (Ekinči b. Qočqar) regiert, welcher den traditionellen Titel „Choresm-Schah“ wiederbelebte. Anusch-Tegins Sohn, Qutb ad-Din Muhammad, konnte sich jedoch noch im selben Jahr als Nachfolger seines Vaters durchsetzen und – die Dynastie der Anuschteginiden begründend – die Herrschaft in Gurgandsch übernehmen.